# Henry Sutton (velista)
Henry Cecil Sutton (26 settembre 1868 – 24 maggio 1936) è stato un velista britannico.

## Palmarès

### Olimpiadi
- 1 medaglia:
  - 1 oro (Londra 1908 nella classe 8 metri)